# Пуян
Пуя́н (кит. упр. 濮阳, пиньинь Púyáng) — городской округ в провинции Хэнань КНР. Название означает «с янской (северной) стороны от реки Пушуй» (в античные времена эта река была притоком Хуанхэ; с той поры Хуанхэ неоднократно меняла русло, и в настоящее время этой реки не существует).

## История
Древнее название этих мест — «императорский холм» (帝丘, дицю) или «императорская столица» (帝都, диду): по преданию, здесь находилась столица мифического императора Чжуаньсюя. При династии Ся правитель Чжун Кан дал эти места в удел своему сыну Сяну, и когда после смерти Чжун Кана тот стал новым императором — сюда переехала столица страны. Когда династия Ся была свергнута династией Шан, то здесь была запасная столица страны.
В эпоху Чжоу эти места вошли в состав царства Вэй, где-то здесь в 632 году до н.э. состоялась битва при Чэнпу. В 629 году до н. э. вэйский Чэн-гун перенёс сюда столицу царства. В 242 году до н. э. в царстве Цинь был образован округ Дунцзюнь (东郡), а в следующем году циньские войска захватили Пуянский регион, и в 240 году до н. э. власти округа Дунцзюнь переехали в Пуян. В период первых империй (Цинь и Хань) эти места входили в состав округа Дунцзюнь.
В эпоху Троецарствия, при империи Цзинь, в эпоху Южных и Северных династий административное деление этих мест не раз менялось, а боевые действия привели к экономическому упадку территории, однако после основания империи Суй наступил быстрый расцвет этих земель. При империи Тан в 621 году была создана область Чаньчжоу (澶州), в которую вошла значительная часть современного городского округа. В сменившую империю Тан эпоху Пяти династий и десяти царств этот регион опять стал местом многочисленных сражений.
При империи Сун в Пуяне разместилась Кайдэская управа (开德府); из-за его географического положения по отношению к столице регион называли «замком на северных воротах» (北门锁钥). В 1004 году в этих местах были разбиты напавшие на Сун кидани, которые после этого запросили мира и заключили Чаньюаньский договор. Впоследствии в этих местах разразилось крестьянское восстание под руководством Сун Цзяна, а затем их захватили чжурчжэни и включили в состав империи Цзинь.
В 1144 году область Чаньчжоу была переименована в Кайчжоу (开州). В 1194 году Хуанхэ в пятый раз за свою историю сменила русло, сместившись на юг, а в 1222 году сюда вторглись монголы. Разорение региона и смещение транспортных потоков вызвали упадок; хотя Пуян и оставался местом размещения властей области Кайчжоу, но ни в культурном, ни в экономическом плане при империи Юань он не достиг того уровня, который имел при империи Сун.
После основания империи Мин власти предприняли меры для переселения людей из других мест в опустевшую область Кайчжоу, организовали строительство дамб и сделали ряд других шагов, приведших к повторному развитию региона.
При империи Цин основная часть региона по-прежнему входила в состав области Кайчжоу Даминской управы (大名府). В 1899 году часть этих земель оказалась охваченной восстанием ихэтуаней.
После Синьхайской революции в Китае была проведена реформа структуры административного деления и области с управами были упразднены, поэтому в 1913 году на землях, ранее напрямую подчинённых властям области Кайчжоу, был создан уезд Кайсянь (开县). Однако выяснилось, что уезды с точно таким же названием существуют в провинциях Сычуань и Гуйчжоу, и в 1914 году уезд Кайсянь был переименован в Пуян.
В XX веке в годы войны с Японией эти места вошли в состав созданного китайскими коммунистами партизанского Шаньси-Хэбэй-Шаньдун-Хэнаньского освобождённого района; уезд Фаньсянь называли «маленькой Яньанью».
После победы в гражданской войне коммунистами была в августе 1949 года создана провинция Пинъюань, а в её составе был образован Специальный район Пуян (濮阳专区), состоящий из семнадцати уездов и двух районов. В сентябре 1949 года часть уездов была присоединена к другим, и в составе специального района осталось одиннадцать уездов и два района. 30 ноября 1952 года провинция Пинъюань была расформирована; четыре уезда Специального района Пуян было передано в состав Специального района Ляочэн (聊城专区) провинции Шаньдун, а сам специальный район Пуян перешёл в состав провинции Хэнань. В 1954 году Специальный район Пуян был присоединён к Специальному району Аньян (安阳专区). В 1958 году Специальный район Аньян был присоединён к Специальному району Синьсян (新乡专区).
Постановлением Госсовета КНР от 19 декабря 1961 года был вновь образован Специальный район Аньян. В 1968 году Специальный район Аньян был переименован в Округ Аньян (安阳地区). 
В соответствии с постановлением Госсовета КНР от 1 сентября 1983 года округ Аньян был расформирован, и были созданы городские округа Аньян и Пуян. В феврале 1984 года на базе расформированного уезда Пуян был создан Пригородный район Пуяна (濮阳市郊区). 30 декабря 1985 года постановлением Госсовета КНР был образован Городской район Пуяна (濮阳市市区). 20 апреля 1987 года постановлением Госсовета КНР Пригородный район Пуяна был расформирован, а вместо него был вновь образован уезд Пуян. 25 декабря 2002 года постановлением Госсовета КНР Городской район был переименован в район Хуалун.

## Административно-территориальное деление
Городской округ Пуян делится на 1 район, 5 уездов:
| Карта | #     | Статус   | Название | Иероглифы     | Пиньинь | Площадь (км²) | Население (2011) |
| ----- | ----- | -------- | -------- | ------------- | ------- | ------------- | ---------------- |
|       |       |          |          |               |         |               |                  |
| 1     | Район | Хуалун   | 华龙区   | Huálóng qū    | 255     | 690 000       |                  |
| 2     | Уезд  | Цинфэн   | 清丰县   | Qīngfēng xiàn | 869     | 730 000       |                  |
| 3     | Уезд  | Наньлэ   | 南乐县   | Nánlè xiàn    | 623     | 550 000       |                  |
| 4     | Уезд  | Фаньсянь | 范县     | Fàn xiàn      | 610     | 580 000       |                  |
| 5     | Уезд  | Тайцянь  | 台前县   | Táiqián xiàn  | 454     | 400 000       |                  |
| 6     | Уезд  | Пуян     | 濮阳县   | Púyáng xiàn   | 1455    | 1 200 000     |                  |

## Экономика
В Пуяне расположен нефтехимический комбинат Sinopec Zhongyuan Petrochemical. 